# Lazarus Long
Pour les articles homonymes, voir Long.
Lazarus Long est un personnage de fiction qui apparaît dans plusieurs romans de science-fiction de Robert A. Heinlein. Né en 1912, à la troisième génération d’une expérience de sélection artificielle dirigée par la Fondation Ira Howard, Lazarus (de son nom de naissance Woodrow Wilson Smith) possède une longévité inhabituelle et vit plus de deux mille ans grâce à des traitements de rajeunissement périodiques. Heinlein s'est inspiré pour le personnage de Long de l'auteur de science fiction Edward E. Smith, combiné avec le personnage fictif de Giles Habibula créé par Jack Williamson . 
Son âge exact n'est jamais révélé. Au début des Enfants de Mathusalem, il affirme avoir 213 ans. Environ 75 ans s'écoulent sur terre dans ce roman, mais comme Long passe une grande partie de son temps à voyager à une vitesse proche de celle de la lumière, il ne s'agit pas de la même durée de son point de vue. À un moment donné, il estime sa durée de vie naturelle à environ 250 ans, mais ce chiffre n’est pas donné avec certitude. Il admet qu’il ne faut pas s’attendre à une durée de vie aussi longue au bout de seulement trois générations de sélection artificielle, mais il ne donne aucune autre explication si ce n’est lorsqu'un personnage déclare : une mutation, bien sûr - ce qui veut dire simplement qu'on ne sait pas. 
Dans Les Enfants de Mathusalem, Long mentionne longuement sa visite à Hugo Pinero, le scientifique apparaissant dans la première nouvelle de Heinlein, Ligne de Vie, qui avait inventé une machine qui mesurait précisément la durée de la vie. Pinero refuse de révéler ses résultats à Lazarus et lui rend son argent. 
Sur la quatrième de couverture de Time Enough for Love, le deuxième roman où Lazarus Long joue un rôle important, on peut lire que Lazare était « tellement amoureux du temps qu'il était devenu son propre ancêtre », mais cela ne se produit jamais dans aucun des livres publiés. Dans le livre, Lazarus voyage dans le temps et est séduit par sa mère, mais cela se passe des années après sa propre naissance. Heinlein a cependant utilisé ce genre d'intrigue dans la nouvelle Vous les zombies dans laquelle un personnage devient ses deux parents à la fois. 
Individu rude et méfiant vis-à-vis de l'autorité, Lazarus se déplace de monde en monde, s'y installant périodiquement et le quittant lorsque la situation devient trop réglementée à son goût - souvent juste avant qu'une foule en colère n'arrive pour le capturer. 
La série des livres mettant en scène Lazarus Long traitent du voyage dans le temps, des dimensions parallèles, de l'amour libre, de l'individualisme et d'un concept que Heinlein a appelé World as Myth (Le Monde comme Mythe) - théorie selon laquelle les univers sont créés par l'acte de les imaginer, de telle sorte que même les mondes fictifs sont réels. 

## Apparitions du personnage
Les romans où Lazarus intervient sont : 
- Les enfants de Mathusalem ( 1941 ) (version magazine parue en série)
- Les enfants de Mathusalem ( 1958 ) (version réécrite en roman  )
- Time enough for Love ( 1973 )
- The Number of the beast ( 1980 )
- Le Chat passe-muraille ( 1985 )
- Au-delà du crépuscule ( 1987 )

Les Carnets de notes de Lazarus Long, un livre contenant des propos tenus par le personnage de Lazarus Long largement empruntées à Time Enough for Love, ont été publiés en 1978. 

## Les Vies de Lazarus Long

### Les enfants de Mathusalem
Quand le personnage de Lazarus Long apparaît dans Les enfants de Mathusalem, il a 213 ans et l'expérience de sélection qui a créé les familles Howard s'est avérée un succès. La plupart des "Howards" ont une durée de vie d'environ 150 ans et changent d'identité périodiquement afin de dissimuler leur longue durée de vie. Dix pour cent d'entre eux ont choisi de mettre fin à ce qu'ils qualifient de mascarade ("The Masquerade") et de rendre leur vie publique, avec l'approbation de la Howard Foundation ; mais ce processus se retourne contre eux. 
Le grand public, apprenant la longévité des Howard, leur attribue  à tort la découverte d'un procédé anti-âge qu’ils cherchent à dissimuler et leur devient hostile. Les libertés civiles accordées aux Howard sont suspendues et tous les membres de leurs familles sont arrêtés, à l'exception de Lazarus. 
Avec l'aide du chef élu du gouvernement mondial, Slayton Ford, Lazarus parvient à s'emparer du New Frontiers, un vaisseau conçu pour voyager vers les étoiles lointaines et libère les Howard. Alors que le New Frontiers était conçu pour transporter une colonie à des vitesses très inférieures à celle de la lumière, un Howard nommé Andrew Jackson "Slipstick" Libby accélère le navire à une vitesse proche de la vitesse de la lumière. Avec le navire ainsi modifié, les familles Howard, dirigées par Lazarus Long, échappent au système solaire à la recherche d'une planète à coloniser. 
La première planète rencontrée est peuplée par les Jockaira, une espèce intelligente qui a été domestiquée par une autre espèce, non nommée, qu'ils vénèrent comme des dieux. Lorsque ces derniers réalisent que les humains ne sont pas être domesticables, ils les évacuent par la force et leur front réintégrer leur vaisseau, qui est ensuite transféré vers un autre système stellaire et une autre planète au moyen d'une technologie suffisamment avancée pour ne pas être détectable par les humains. 
Cette deuxième planète est peuplée par une espèce minuscule à fourrure appelée le "petit peuple", dotée d'une intelligence collective très avancée. Ils sont très accommodants avec les humains et, en fait, leur monde est suffisamment agréable pour être considéré comme un paradis. Après de nombreuses années, Mary Sperling — une amie intime de Lazarus et la deuxième plus âgée des familles Howard — rejoint l'intelligence collective pour échapper à la thanatophobie. Après quoi Lazarus et beaucoup d'autres Howard retournent sur Terre, laissant sur la planète environ douze mille personnes. 
À leur retour sur Terre, les Howard apprennent qu'un traitement rajeunissant a été mis au point pour approcher le secret de la longévité qui est censée n'être détenu que par eux. Celui-ci permet à Lazare, qui a vieilli, de retrouver sa jeunesse. 

### Time enough for Love (Du temps pour aimer)
Au début de ce livre Lazarus, fatigué de la vie, est décidé à mourir. Il retourne sur Secundus, où est en vigueur en permanence l'instruction officielle d'avertir le président intérimaire des Familles Howard au cas où il se présenterait sur cette planète. Il est donc localisé et, sans son consentement, soumis à un traitement de rajeunissement sur l'ordre de sa descendante, Ira Weatheral, présidente intérimaire des Familles Howard. En effet celle-ci estime que la société et la culture de Secundus sont à l'agonie et souhaite sur les conseils de Lazarus, déplacer les Familles sur une nouvelle planète nommée Tertius. Lazarus accepte mais promet de se suicider si Ira ne répond pas à ses exigences. En échange, Ira ordonne une recherche pour trouver à Lazarus une nouvelle distraction. Cette recherche, à l'aide d'une Zwicky Box, est effectuée par une intelligence artificielle appelée Minerva, qui gère la plupart des fonctions informatisées du gouvernement planétaire, est amoureuse d'Ira et se lie d'amitié avec Lazarus. Pendant ce temps, le rajeunisseur de ce dernier nommé Ishtar et la fille d'Ira nommée Hamadryade, donnent naissance à des clones féminins de lui-même, leur chromosome Y étant remplacé par une copie identique du chromosome X, donnant naissance à des filles nommées Lapis Lazuli et Lorelei Lee. Les conseils de Lazarus à Ira prennent alternativement la forme de proverbes et d'histoires. 
Lazarus assiste Ira dans la migration vers Tertius, assure le bon déroulement de cette mission et tente un voyage trans-temporel sur Terre, vers 1919-1929. Il arrive par erreur en 1916, pour s'introduire dans la famille de ses parents sous le nom de Ted Bronson, que son grand-père Ira (qui ressemble au Vieil Homme de l'oeuvre précédente de Heinlein, Marionnette humaines ) [réf. nécessaire]  suspects d'être un neveu illégitime ou un fils de son propre. Lazarus découvre également, à sa grande surprise et à sa honte (initiale), le désir sexuel de sa propre mère, Maureen. Quand sa famille apprend qu’il n’a pas l’intention de s’engager dans l’armée pendant la Première Guerre mondiale, ils le repoussent, l’invitant à s’enrôler. Son père génétique, Brian Smith, également officier, prend des dispositions pour qu'il aille à l'étranger, pensant faire une faveur à Ted. 
Avant le déploiement, Lazarus rend de nouveau visite à sa famille et découvre que Maureen est autant attirée par lui que par elle. Elle explique que son mari n’insiste pas sur la fidélité, bien qu’elle veille à ne pas tomber enceinte de la part d’un homme autre que Brian ; et étant nouvellement enceinte, consomme son attirance pour Lazarus lui-même. , Lazarus est gravement blessé au combat, mais il est sauvé par sa famille de Tertius. 

### Autres romans
Dans The Number of the Beast, les personnages principaux découvrent un moyen de voyager dans des mondes fictifs et, au cours de leurs explorations, visitent le monde de Lazarus Long. Grâce à la technologie de leur vaisseau (qui peut voyager à travers l’espace et dans le temps), Lazarus arrache sa mère en fin de vie au flux temporel et la remplace par un clone mort. 
Lazarus apparaît également comme personnage mineur dans Le Chat passe-muraille ou l'on apprend qu'il est le père du protagoniste Colin Richard Ames Campbell. Il joue aussi un rôle dans le dernier roman de Heinlein, Au-delà du crépucule, qui raconte la vie de sa mère Maureen. Celle-ci donne, comme narratrice, une version quelque peu différente de la visite de Lazarus sur Terre en 1916-1918, précise que les informations sur le futur reçues de Lazarus ont été cruciales pour la survie de la Fondation Howard, lors de la Grande Dépression, et révèlent que Lazarus (sous le nom de Woodrow Bill Smith) était le pilote de secours de la première expédition lunaire. 